# Macedonia (Iowa)
Pour les articles homonymes, voir Macedonia.
La ville de Macedonia est située dans le comté de Pottawattamie, dans l’État de l’Iowa, aux États-Unis. Sa population s’élevait à 246 habitants lors du recensement de 2010, estimée à 245 habitants en 2016.

## Source
- (en) Cet article est partiellement ou en totalité issu de l’article de Wikipédia en anglais intitulé « Macedonia, Iowa » (voir la liste des auteurs).